# Gizaucourt
Gizaucourt est une commune française située dans le département de la Marne et la région Grand Est.

## Géographie

### Localisation
La commune se trouve dans l'aire d'attraction de Sainte-Menehould ainsi que dans son bassin de vie, et dans la zone d'emploi de Châlons-en-Champagne.

### Communes limitrophes
Les communes limitrophes sont La Chapelle-Felcourt, Valmy et Voilemont.
|                      | Valmy      | Dommartin-Dampierre |
|                      | Gizaucourt |                     |
| La Chapelle-Felcourt |            | Voilemont           |

### Géologie et relief
La superficie de la commune est de 7,79 km2 ; son altitude varie de 143  à   197 mètres.

### Hydrographie

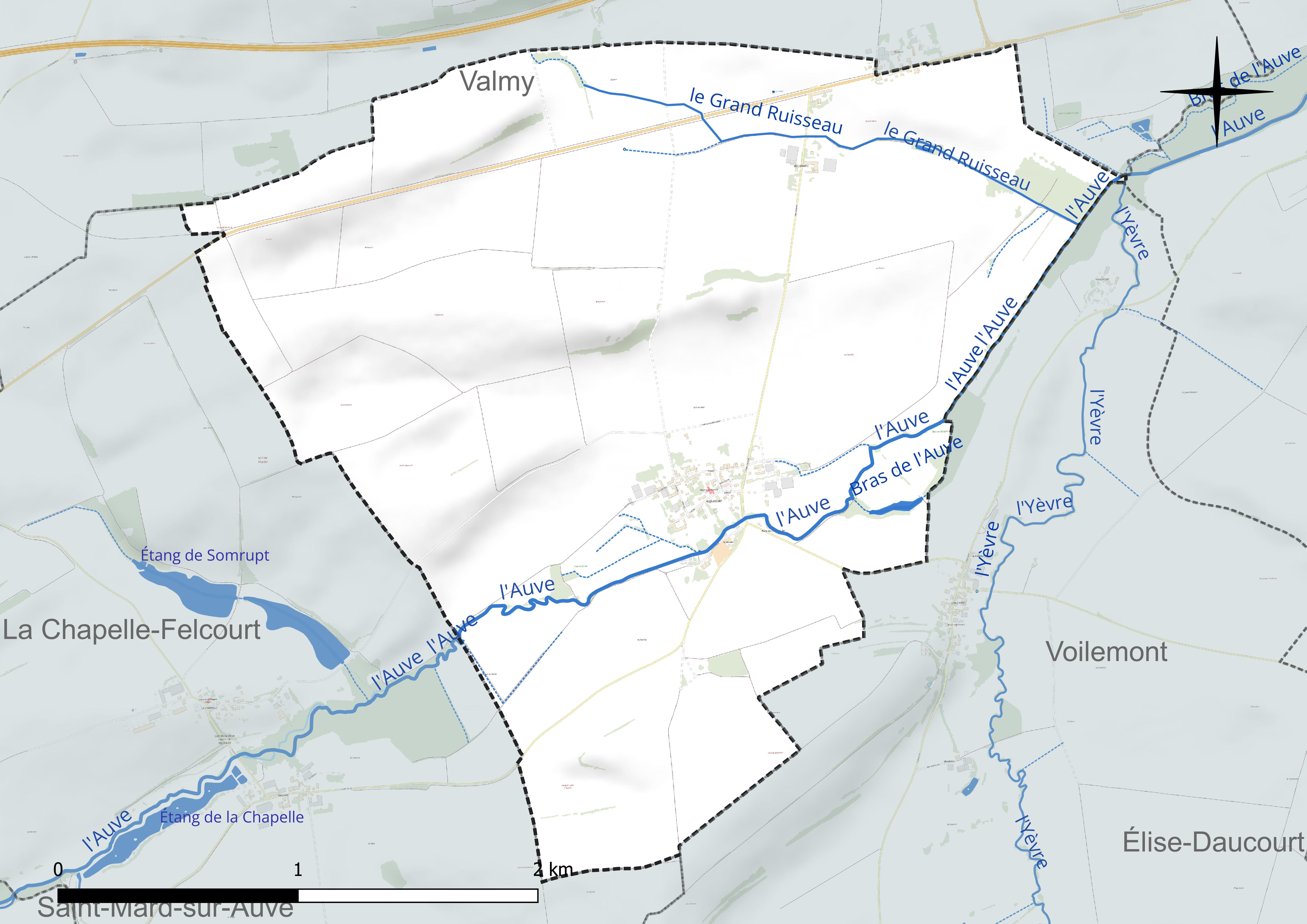
Réseau hydrographique de Gizaucourt.

La commune est dans la région hydrographique « la Seine du confluent de l'Oise (inclus) à l'embouchure » au sein du bassin Seine-Normandie. Elle est drainée par l'Auve, le Grand Ruisseau et divers autres petits cours d'eau,.
L'Auve, d'une longueur de 20 km, prend sa source dans la commune de Auve et se jette  dans l'Aisne à Sainte-Menehould, après avoir traversé huit communes. Les caractéristiques hydrologiques de l'Auve sont données par la station hydrologique située sur la commune de Gizaucourt. Le débit moyen mensuel est de 1,37 m3/s. Le débit moyen journalier maximum est de 6,89 m3/s, atteint lors de la crue du 22 mars 2001. Le débit instantané maximal est quant à lui de 7,25 m3/s, atteint le même jour.

### Climat
Pour des articles plus généraux, voir Climat du Grand Est et Climat de la Marne.
En 2010, le climat de la commune est de type climat des marges montargnardes, selon une étude du Centre national de la recherche scientifique s'appuyant sur une série de données couvrant la période 1971-2000. En 2020, Météo-France publie une typologie des climats de la France métropolitaine dans laquelle la commune est exposée à un climat océanique altéré et est dans la région climatique Nord-est du bassin Parisien, caractérisée par un ensoleillement médiocre, une pluviométrie moyenne régulièrement répartie au cours de l’année et un hiver froid (3 °C).
Pour la période 1971-2000, la température annuelle moyenne est de 10,1 °C, avec une amplitude thermique annuelle de 16 °C. Le cumul annuel moyen de précipitations est de 837 mm, avec 12,8 jours de précipitations en janvier et 8,9 jours en juillet. Pour la période 1991-2020, la température moyenne annuelle observée sur la station météorologique de Météo-France la plus proche, « Argers », sur la commune d'Argers à 5 km à vol d'oiseau, est de 10,9 °C et le cumul annuel moyen de précipitations est de 739,4 mm. 
La température maximale relevée sur cette station est de 41,1 °C, atteinte le 25 juillet 2019 ; la température minimale est de −17,5 °C, atteinte le 20 décembre 2009,,.
Les paramètres climatiques de la commune ont été estimés pour le milieu du siècle (2041-2070) selon différents scénarios d'émission de gaz à effet de serre à partir des nouvelles projections climatiques de référence DRIAS-2020. Ils sont consultables sur un site dédié publié par Météo-France en novembre 2022.

## Urbanisme

### Typologie
Au 1er janvier 2024, Gizaucourt est catégorisée commune rurale à habitat dispersé, selon la nouvelle grille communale de densité à sept niveaux définie par l'Insee en 2022.
Elle est située hors unité urbaine. Par ailleurs la commune fait partie de l'aire d'attraction de Sainte-Menehould, dont elle est une commune de la couronne,. Cette aire, qui regroupe 50 communes, est catégorisée dans les aires de moins de 50 000 habitants,.

### Occupation des sols

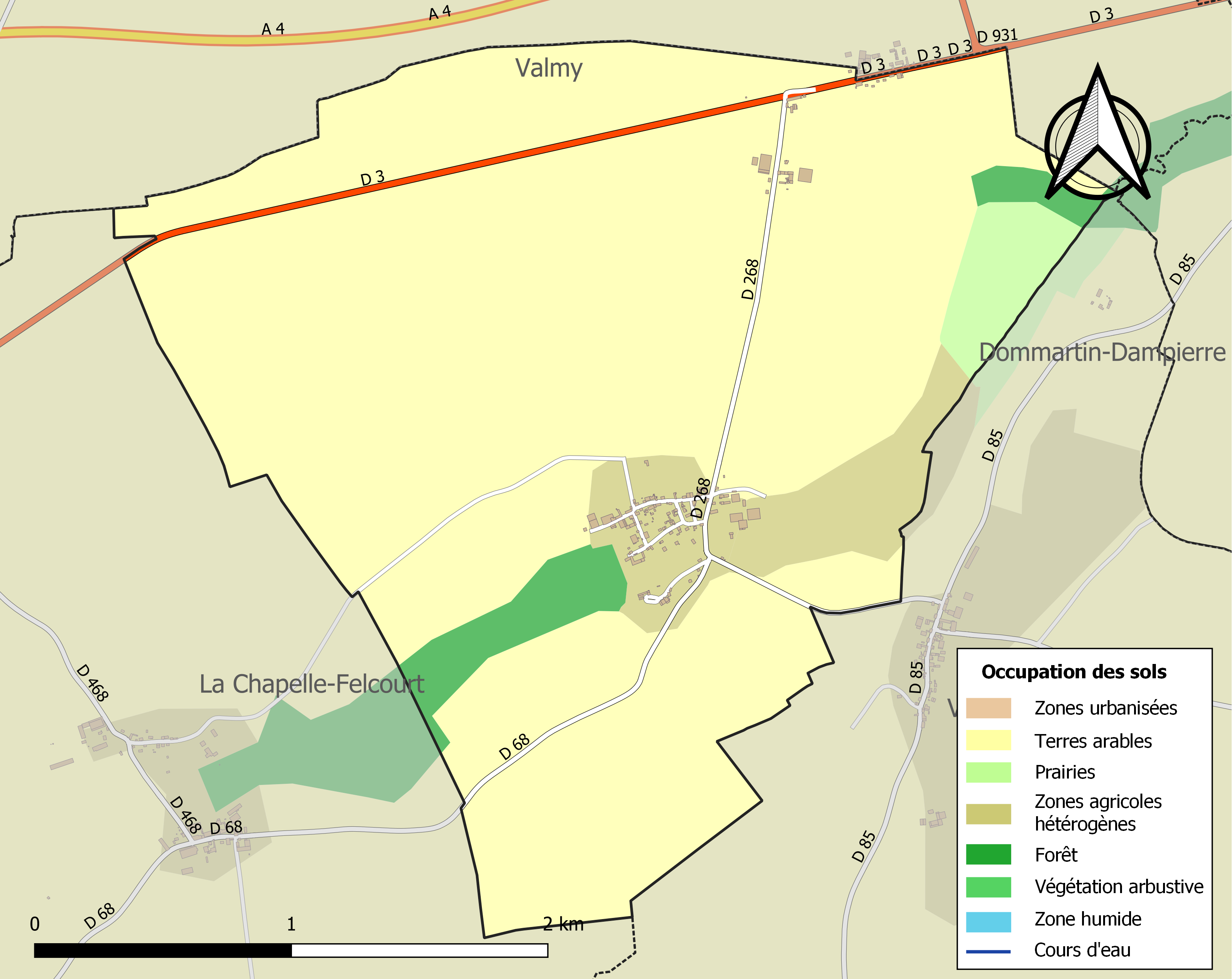
Carte des infrastructures et de l'occupation des sols de la commune en 2018 (CLC).

L'occupation des sols de la commune, telle qu'elle ressort de la base de données européenne d’occupation biophysique des sols Corine Land Cover (CLC), est marquée par l'importance des territoires agricoles (96,4 % en 2018), en augmentation par rapport à 1990 (92,8 %).
La répartition détaillée en 2018 est la suivante : terres arables (86,2 %), zones agricoles hétérogènes (7,6 %), forêts (3,6 %), prairies (2,7 %).
L'évolution de l’occupation des sols de la commune et de ses infrastructures peut être observée sur les différentes représentations cartographiques du territoire : la carte de Cassini (XVIIIe siècle), la carte d'état-major (1820-1866) et les cartes ou photos aériennes de l'IGN pour la période actuelle (1950 à aujourd'hui).

### Habitat et logement
En 2016 et 2021, le nombre total de logements dans la commune était de 61, alors qu'il était de 60 en 2011.
Parmi ces logements, 85,2 % étaient des résidences principales, 6,6 % des résidences secondaires et 8,2 % des logements vacants. Ces logements étaient pour 96,7 % d'entre eux des maisons individuelles et pour 3,3 % des appartements.
Le tableau ci-dessous présente la typologie des logements à Gizaucourt en 2021 en comparaison avec celle de la Marne et de la France entière. Une caractéristique marquante du parc de logements est ainsi une proportion de résidences secondaires et logements occasionnels (6,6 %) supérieure à celle du département (3,4 %) mais inférieure à celle de la France entière (9,7 %).
| Typologie                                               | Gizaucourt | Marne | France entière |
| ------------------------------------------------------- | ---------- | ----- | -------------- |
| Résidences principales (en %)                           | 85,2       | 87,5  | 82,2           |
| Résidences secondaires et logements occasionnels (en %) | 6,6        | 3,4   | 9,7            |
| Logements vacants (en %)                                | 8,2        | 9,1   | 8,1            |

## Toponymie
Le nom de la localité est attesté sous les formes Giselis Cortis (commencement du XIe siècle) ; Giserdi Cortis (1028) ; Gisardis Curtis (XIIe siècle) ; Gisiacurtis (1132) ; Giserdicurtis (1142) ; Gisacort (1213) ; Jusaucort (vers 1252) ; Gisacourt (128.) ; Gisancort (1289) ; Jusacourt (1333) ; Jusaucourt (1352) ; Gisacourt (1382) ; Giraucourt (1385) ; Gisaucourt (1409) ; Gysaucourt (1502) ; Gizacourt (1512) ; Gisecourt (1516) ; Gisocourt (1529) ; Gizaulcourt (1572).

## Histoire

Armoiries de la famille Cuissotte de Gizaucourt.

### Ancien Régime
Gizaucourt était un fief de la famille Cuissotte.

### Époque contemporaine
Le château de Gizaucourt est pillé par les Allemands le 4 septembre 1914.

## Politique et administration

### Rattachements administratifs et électoraux

#### Rattachements administratifs
La commune se trouve depuis 1940 dans l'arrondissement de Sainte-Menehould du département de la Oise. Par décret du 29 mars 2017, cet arrondissement est supprimé et la commune est intégrée le 31 mars 2017 à l'arrondissement de Châlons-en-Champagne,.
Elle faisait partie depuis 1801 du canton de Sainte-Menehould. Dans le cadre du redécoupage cantonal de 2014 en France, cette circonscription administrative territoriale a disparu, et le canton n'est plus qu'une circonscription électorale.

#### Rattachements électoraux
Pour les élections départementales, la commune fait partie depuis 2014 du canton d'Argonne Suippe et Vesle.
Pour l'élection des députés, elle fait partie de la quatrième circonscription de la Marne.

### Intercommunalité
La commune, antérieurement membre de la communauté de communes de la Région de Sainte-Menehould, un établissement public de coopération intercommunale (EPCI) à fiscalité propre auquel la commune a transféré un certain nombre de ses compétences, dans les conditions déterminées par le code général des collectivités territoriales, est membre, depuis le 1er janvier 2014, de la CC de l'Argonne Champenoise.,
En effet, conformément au schéma départemental de coopération intercommunale de la Marne du 15 décembre 2011, cette communauté de communes de l'Argonne Champenoise est issue de la fusion, au 1er janvier 2014, de : 
- la communauté de communes du Canton de Ville-sur-Tourbe ;
- de la communauté de communes de la Région de Givry-en-Argonne ;
- et de la communauté de communes de la Région de Sainte-Menehould.

Les communes isolées de Cernay-en-Dormois, Les Charmontois, Herpont et Voilemont ont également rejoint l'Argonne Champenoise à sa création.

### Liste des maires
| Période                                  | Période   | Identité                            | Étiquette | Qualité                                    |
| ---------------------------------------- | --------- | ----------------------------------- | --------- | ------------------------------------------ |
| Les données manquantes sont à compléter. |           |                                     |           |                                            |
| septembre 1804                           | 1831      | Louis Gérard                        |           |                                            |
| 1831                                     | 1846      | Jean Bapiste Marie Cossus           |           | Secrétaire au district de Montagne         |
| 1846                                     | mai 1871  | Jean Baptiste Michel                |           | Médecin à Gizaucourt                       |
| 1882                                     | 1888      | Henri Marie Joseph de Saint-Vincent |           | Chevalier de Saint-Vincent                 |
| 1888                                     | juin 1904 | Arthur Ernest Hacquart              |           | Épicier                                    |
|                                          |           |                                     |           |                                            |
| mars 2001                                | 2014      | Gabriel Dochy                       |           |                                            |
| 2014                                     | En cours  | Alain Lemaire                       |           | Agriculteur Réélu pour le mandat 2020-2026 |

## Population et société

### Démographie
L'évolution du nombre d'habitants est connue à travers les recensements de la population effectués dans la commune depuis 1793. Pour les communes de moins de 10 000 habitants, une enquête de recensement portant sur toute la population est réalisée tous les cinq ans, les populations de référence des années intermédiaires étant quant à elles estimées par interpolation ou extrapolation. Pour la commune, le premier recensement exhaustif entrant dans le cadre du nouveau dispositif a été réalisé en 2004.

En 2022, la commune comptait 116 habitants, en évolution de +1,75 % par rapport à 2016 (Marne : −1,19 %, France hors Mayotte : +2,11 %).
| 1793 | 1800 | 1806 | 1821 | 1831 | 1836 | 1841 | 1846 | 1851 |
| ---- | ---- | ---- | ---- | ---- | ---- | ---- | ---- | ---- |
| 231  | 262  | 253  | 254  | 281  | 322  | 329  | 305  | 308  |

| 1856 | 1861 | 1866 | 1872 | 1876 | 1881 | 1886 | 1891 | 1896 |
| ---- | ---- | ---- | ---- | ---- | ---- | ---- | ---- | ---- |
| 273  | 274  | 295  | 296  | 285  | 295  | 268  | 257  | 230  |

| 1901 | 1906 | 1911 | 1921 | 1926 | 1931 | 1936 | 1946 | 1954 |
| ---- | ---- | ---- | ---- | ---- | ---- | ---- | ---- | ---- |
| 207  | 205  | 178  | 145  | 127  | 141  | 154  | 167  | 153  |

| 1962 | 1968 | 1975 | 1982 | 1990 | 1999 | 2004 | 2006 | 2009 |
| ---- | ---- | ---- | ---- | ---- | ---- | ---- | ---- | ---- |
| 166  | 140  | 124  | 119  | 111  | 110  | 107  | 108  | 103  |

| 2014 | 2019 | 2022 | - | - | - | - | - | - |
| ---- | ---- | ---- | - | - | - | - | - | - |
| 112  | 117  | 116  | - | - | - | - | - | - |

## Pour approfondir